# Lake Ratapiko
Der Lake Ratapiko ist ein See im New Plymouth District der Region Taranaki auf der Nordinsel von Neuseeland.

## Geographie
Der Lake Ratapiko befindet sich rund 10,5 km südwestlich von Inglewood und rund 14 km nordnordöstlich von Stratford, beide Städte am New Zealand State Highway 3 gelegen. Der weit verzweigte See erstreckt sich mit einer Fläche von 26,6 Hektar und einer Länge von rund 2,6 km in Ost-West-Richtung. An seiner breitesten Stelle misst der See rund 240 m in Nord-Süd-Richtung.
Im mittleren Teil des Sees befindet sich eine rund 0,43 Hektar große bewaldete, von mehreren Kanälen durchzogene Insel. Eine zweite, rund 0,8 Hektar große Insel liegt ca. 570 m weiter westlich und wurde mit dem Nordufer des Sees sowie dem Südufer über die Ratapiko Road verbunden.
Gespeist wird er Lake Ratapiko über verschiedene kleine, von allen Seiten zulaufenden Bächen. Über den nach Süden abgehenden Mako Stream hat der See eine natürliche Verbindung zum Makino Stream und darüber zum Waitara River. Über einen am westlichen Ende des Sees nach Südwesten abgehenden Stichkanal besitzt der See eine zweite Verbindung zum Waitara River, hier über den Mangaotea Stream und den Manganui River, der ein Nebenfluss des Waitara River darstellt.